# Virginia Graham
Virginia Graham, nacida Virginia Komiss, (4 de julio de 1912 – 22 de diciembre de 1998) fue una presentadora de programas de televisión diurna estadounidense desde mediados de la década de 1950 hasta mediados de la década de 1970. En la televisión, Graham presentó los programas sindicados Food for Thought (1953–1957), Girl Talk (1963–1969) y The Virginia Graham Show (1970–1972). También fue invitada en muchos otros programas.

## Biografía

### Primeros años y educación
Graham nació y se crió en Chicago. Su padre, un inmigrante de Alemania, se convirtió en un exitoso empresario que poseía la cadena de grandes almacenes Komiss. Se graduó de la escuela privada Francis Parker en Chicago, y en 1931 recibió su título de la Universidad de Chicago, donde había estudiado antropología. Más tarde obtuvo una maestría en periodismo de la Universidad del Noroeste.

### Matrimonio
En 1935, Graham se casó con Harry William Guttenberg, propietario de una compañía de disfraces. Permanecieron casados hasta su muerte en 1980. La pareja tuvo una hija, Lynn Guttenberg Bohrer. El libro de Graham sobre la muerte de su esposo, Life After Harry: My Adventures in Widowhood, se convirtió en un best seller en 1988.

## Carrera
Después de la Segunda Guerra Mundial, Graham escribió guiones para telenovelas como Stella Dallas, Our Gal Sunday y Backstage Wife. Presentó su primer programa de radio en 1951. Graham fue panelista en el programa de DuMont Where Was I? (1952–53). Sucedió a Margaret Truman en 1956 como copresentadora del programa de radio de la NBC Weekday, junto con Mike Wallace.
Ella interpretó a "Mrs.Walter" en "The Love Boat" S2 E16 storyline "Second Chance" que se emitió 1/26/1979. En 1982, Graham interpretó a la presentadora de talk show ficticia Stella Stanton en los episodios finales de la telenovela Texas.
Fue descrita por el escritor Howard Thompson en The New York Times como "una mujer brillante, alerta y habladora de un candor maduro y agrio." Otro escritor, Richard L. Coe, dijo que se parecía a "Sophie Tucker haciendo una actuación de Carol Channing."
Graham, una sobreviviente de cáncer, fue una recaudadora de fondos para la Sociedad Americana del Cáncer. Antigua fumadora, denunció fumar, pero cuando le preguntaron en su programa qué haría si supiera que el mundo se acabaría mañana, confesó que fumaría.[cita requerida]
Graham murió de un ataque al corazón el 22 de diciembre de 1998.

## Filmografía
| Año  | Título                    | Papel                   | Notas         |
| ---- | ------------------------- | ----------------------- | ------------- |
| 1957 | A Face in the Crowd       | Ella misma              | Sin acreditar |
| 1964 | The Carpetbaggers         | Reportera               | Sin acreditar |
| 1977 | A Secret Space            | Abuela                  |               |
| 1982 | Slapstick of Another Kind | Especialista en chismes |               |
| 1982 | Hart To Hart              | Morgana                 |               |
| 1986 | The Perils of P.K.        |                         |               |

## Libros
- There Goes What's Her Name: The Continuing Saga of Virginia Graham (con Jean Libman Block), 1965.
- Don't Blame the Mirror (con Jean Libman Block), 1967. Automejora, consejos de belleza.
- If I Made It, So Can You, 1978.
- Life After Harry: My Adventures in Widowhood, 1988.
- Look Who's Sleeping in My Bed!, 1993. Memoria.